# 辛亥秋保路死事纪念碑
30°39′39″N 104°03′16″E / 30.66083°N 104.05444°E
辛亥秋保路死事纪念碑位于中华人民共和国四川省成都市人民公园西北部，是一座砖石结构的方尖碑。该碑始建于1913年，是当时川汉铁路总公司为了纪念1911年四川保路运动中牺牲烈士而修建的纪念建筑。该碑通高31.86米，由碑台、碑座、碑身、碑顶四部分组成，其中碑身四面写有不同字体的“辛亥秋保路死事纪念碑”字样。建成后该碑历经多次维修，1988年被列为全国重点文物保护单位。

## 历史

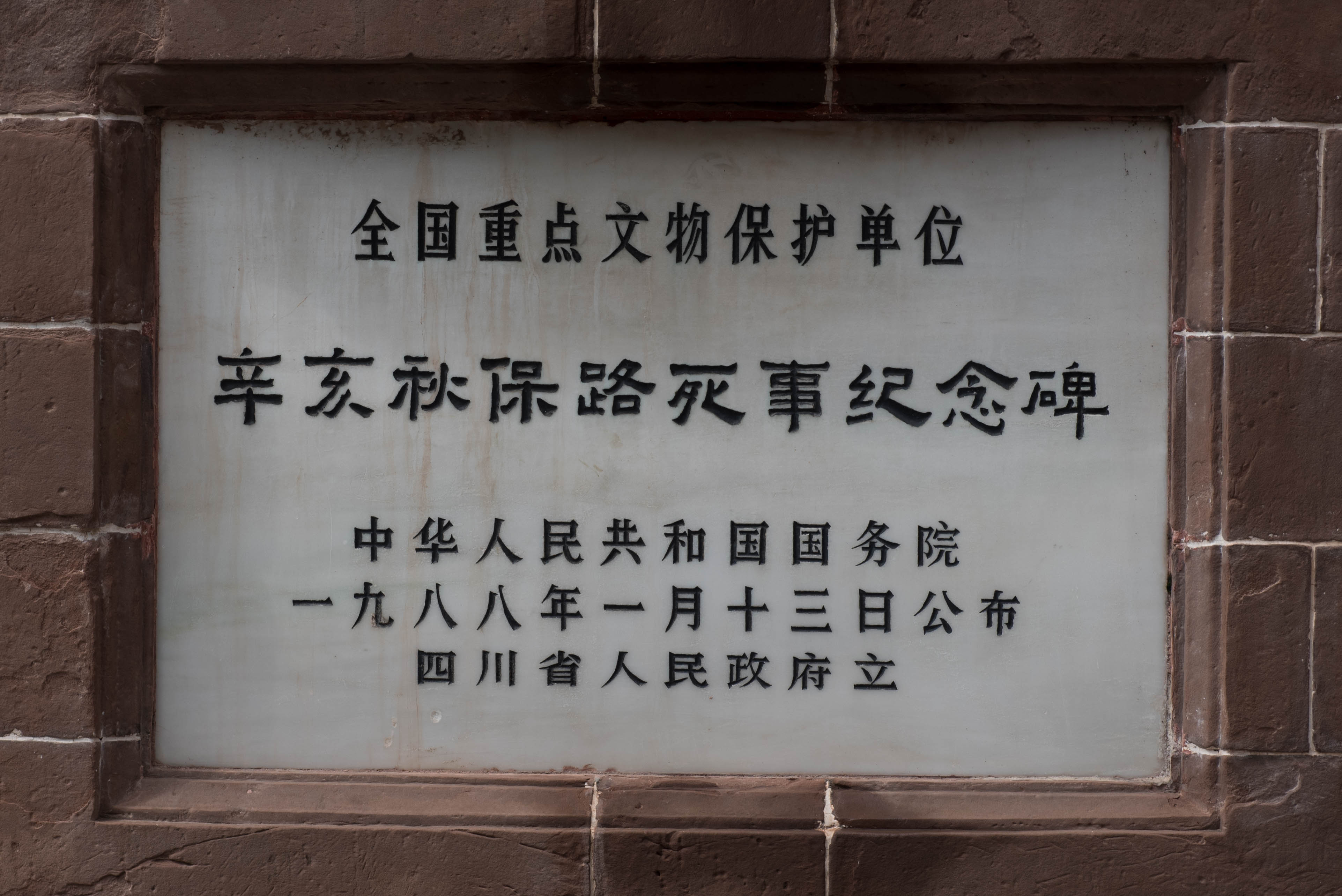
国保标志

1904年，四川当地百姓在成都成立了川汉铁路公司，自办川汉铁路。1911年5月，清政府宣布“铁路干线国有政策”，要将川汉铁路修筑权收归国有，并将其转卖给英国、法国、美国、德国等国银行组成的银行团。6月17日起，四川各地陆续成立保路同志会，保路运动正式爆发，参与的群众发起罢市罢课运动，同时部分人进京请愿。该运动很快席卷四川全省。9月7日，时任四川总督赵尔丰诱捕蒲殿俊、张澜等保路运动主要领导人物，并下令在成都枪杀请愿群众，造成30余人死亡，史称“成都血案”。9月25日荣县在吴玉章、王天杰等人的领导下宣布独立，引端方自湖北率军入川参与镇压。这一运动间接导致了武昌起义的爆发。1913年，川汉铁路总公司和当地政府在少城公园内修建了辛亥秋保路死事纪念碑，并为此拆除了一些房屋。这座纪念碑由毕业于成都铁路学堂的王木丹设计并监工。1914年，该碑正式建成，其落成典礼在“成都血案”的纪念日之前举行。设计方原计划在碑的周围加盖享殿和祭坛，但由于之后四川政局动荡而未能施工:66。
1933年8月，该碑在茂县地震中轻微受损:605。1941年7月，该碑的碑身和碑顶在日军的轰炸中受损。中华人民共和国成立后，1952年和1954年，成都市人民政府先后两次修缮了该碑。1961年7月13日，该碑被公佈為四川省第二批歷史及革命文物保護單位:88。1980年该碑再次得以修缮，同年7月7日重新公佈為四川省第一批文物保護單位。1988年1月13日该碑被列为全国重点文物保护单位。2016年，加装一圈红砂石材质护栏进行保护。2021年5月18日，该碑被公布为四川省第一批不可移动革命文物。

## 结构
辛亥秋保路死事纪念碑位于成都市人民公园西北部，是一座砖石结构的方尖碑，通高31.86米，由碑台、碑座、碑身和碑顶四部分组成。碑台高4.2米，平面呈圆形，修有能登至碑台顶端的23级台阶。碑台顶端铺有石板，四周围有石栏。碑台上方为碑座，由下至上可分为四层，各层直径自下而上递减。最下层南面侧壁镶嵌有一块“中华民国二年川路总公司建”隶书阴刻的汉白玉牌匾。第二层南面镶嵌有行驶中的火车机车的沙灰浮雕；第三层各面也有沙灰浮雕，其中南北两面为铁轨、螺钉等图案；东面为铁轨、枕木、道岔；西面为信号灯。碑身高约15米，平面呈方形，四壁砖砌，内部中空，内侧间隔一定距离砌有两根交叉的圆木以支撑壁面。碑身四面均宽两米，中部内凹并刻有“辛亥秋保路死事纪念碑”字样，南侧为吴之英的二爨楷书、北侧为赵熙的魏碑楷书、西侧为颜楷的颜体楷书、东侧为张夔阶的篆隶楷书。碑顶高约6米，为四角攒尖顶，四角均立有一根小塔，并以铁链与正中央的小塔相连。其上覆盖有琉璃瓦，瓦面装饰有二龙戏珠、云龙、蝙蝠等图案。:603-605:65-66